# Marie Newman
Marie Newman (Chicago, 13 aprile 1964) è una politica statunitense, membro della Camera dei Rappresentanti per lo stato dell'Illinois.

## Biografia
Nata a Chicago nel 1964, ha frequentato la per un anno e mezzo la Marquette University di Milwaukee, prima di trasferirsi alla Università del Wisconsin-Madison. Ha lavorato come rappresentante in diverse aziende e ha avviato una propria società di consulenza nel 2005. Ha inoltre fondato un'organizzazione no-profit contro il bullismo, dopo che uno dei suoi figli ne era stato vittima, venendo poi scelta dal Governatore Pat Quinn come membro della task force regionale contro il bullismo.
Dopo aver sostenuto Bernie Sanders alle primarie presidenziali 2016, nell'aprile 2017 annuncia la sua candidatura alla Camera dei Rappresentanti nel terzo distretto congressuale dell'Illinois sfidando alle primarie democratiche il deputato in carica Dan Lipinski, considerato uno dei democratici più conservatori del Congresso.  Nelle primarie del 20 marzo 2018 perde di misura con il 48,8% dei voti contro il 51,2 di Lipinski.
Nel 2020 si ricandida per lo stesso distretto sfidando nuovamente Lipinski, ricevendo l'endorsement di molti esponenti democratici dell'ala progressista come i senatori Elizabeth Warren, Bernie Sanders, Cory Booker e Kirsten Gillibrand e la sindaca di Chicago Lori Lightfoot. Questa volta vince le primarie del 17 marzo 2020 con il 46,55% dei voti contro il 45,42 di Lipinski. Il 3 novembre vince le elezioni generali contro il repubblicano Mike Fricilone con il 56,4% contro il 43,6 entrando in carica come deputata il 3 gennaio 2021.
Ricandidatasi per le elezioni del 2022, a seguito di una riconfigurazione dei distretti congressuali si trovò a competere nelle primarie democratiche contro il compagno di partito Sean Casten, risultando sconfitta.

## Vita privata
Vive a La Grange, Illinois, con suo marito, Jim Newman. Hanno due figli e si sono sposati nel 1996.